# Isla Berhala
Isla Berhala (en malayo: Pulau Berhala) es una pequeña isla boscosa situada en la bahía de Sandakan en el estado de Sabah, en Malasia oriental.
La isla es de aproximadamente 5 hectáreas y tiene importantes acantilados en su extremo norte. Muchas aves de rapiña se pueden ver en y alrededor de Berhala, incluyendo águilas marinas.
La isla tiene un faro en su punto más alto. En el período anterior a la Segunda Guerra Mundial, la isla fue utilizada como un centro de cuarentena para los trabajadores procedentes de China y las Filipinas, y también albergó una colonia de leproso. Durante la guerra, los civiles internados, entre ellos Agnes Newton Keith, su esposo Harry Keith y Keith Wookey, fueron retenidos en la estación de cuarentena, que sirvió como campo de internamiento improvisado, antes de ser trasladados al campo de Batu Lintang en Kuching (Sarawak). Tras la marcha de los civiles, los prisioneros de guerra fueron internados en el campo. Una audaz fuga de la isla de Berhala tuvo lugar en junio de 1943, cuando varios prisioneros de guerra que debían ser trasladados al campo de prisioneros de Sandakan lograron escapar a Taui-Taui, en Filipinas.
Actualmente se están desarrollando planes para promover la isla Berhala como atracción turística.